# Andreas Langer
Andreas Langer (Mildenau, 13 ottobre 1956) è un ex combinatista nordico tedesco orientale.

## Biografia
In Coppa del Mondo esordì nella gara inaugurale del 17 dicembre 1983 a Seefeld in Tirol (9°) e ottenne l'unica vittoria, nonché unico podio, il 29 dicembre successivo a Oberwiesenthal.
In carriera prese parte a un'edizione dei Giochi olimpici invernali, Sarajevo 1984 (16°), e a una dei Campionati mondiali, Lahti 1978 (4°).

## Palmarès

### Coppa del Mondo
- Miglior piazzamento in classifica generale: 12º nel 1984
- 1 podio (individuale):
  - 1 vittoria

#### Coppa del Mondo - vittorie
| Data             | Località       | Nazione      | Trampolino      | Spec.       |
| ---------------- | -------------- | ------------ | --------------- | ----------- |
| 29 dicembre 1983 | Oberwiesenthal | Germania Est | Fichtelberg K90 | IN NH/15 km |

Legenda:

IN = individuale Gundersen

NH = trampolino normale